# Escandi
L'escandi és l'element químic de símbol Sc i nombre atòmic 21. Es tracta d'un element del bloc d, metàl·lic i de color blanc argentat que tradicionalment ha estat inclòs en el grup de les terres rares, juntament amb l'itri i els lantànids. Fou descobert el 1879 mitjançant l'anàlisi espectral de l'euxenita i la gadolinita, un parell de minerals d'Escandinàvia.
Es troba en la major part dels dipòsits de terres rares i compostos de l'urani, però no hi ha gaire mines dedicades a la seva extracció.
És un metall de transició del grup 3 de la taula periòdica, ubicat al 4t període. El químic rus Dmitri Mendeléiev en predigué l'existència i les propietats deu anys abans de ser descobert. El seu nom deriva d'Escandinàvia i fou descobert el 1879 pel químic suec Lars Fredrik Nilson. S'empra a l'electròlit de les piles de combustible d'òxids sòlids (SOFC), en aliatges d'alumini per millorar les propietats d'aquest metall i en la producció de llum làser.

## Història
El 1869, el químic rus Dmitri Mendeléiev (1834–1907) predigué, basant-se en les propietats periòdiques, que havia d'existir un element encara no descobert que estaria situat entre el calci i el titani, essent la seva massa atòmica relativa 44, la mitjana aritmètica entre la del calci (40) i la del titani (48). Estaria situat en el mateix grup del bor, sota ell, per la qual cosa l'anomenà «ekabor», símbol Eb. El seu òxid havia de tenir la fórmula {\displaystyle {\ce {Eb2O3}}}, igual que el bor.

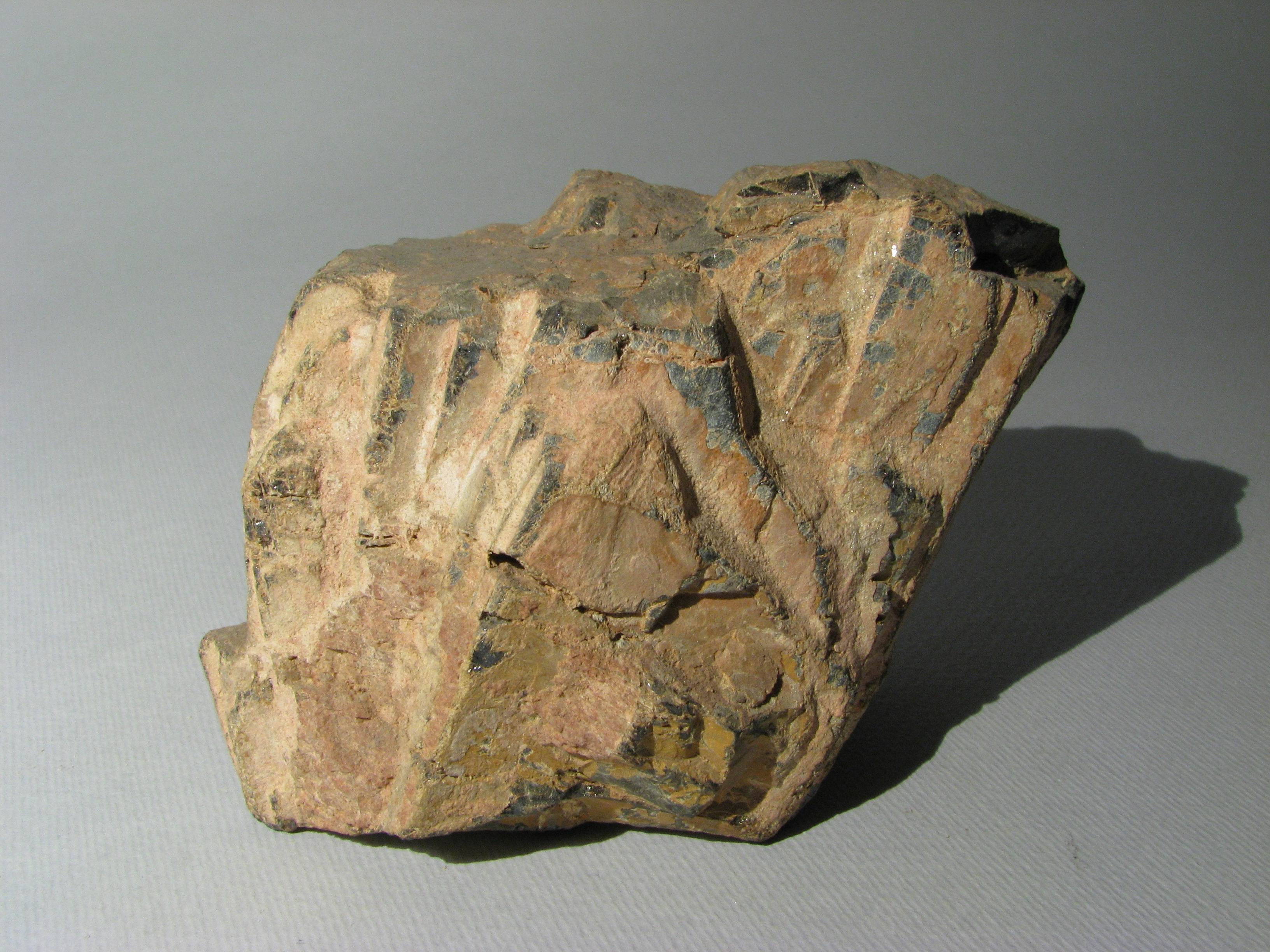
Euxenita-(Y)

L'escandi fou descobert per Lars Fredrik Nilson (1840–1899), professor de química analítica a la Universitat d'Uppsala, Suècia, el 1879 mentre treballava amb el seu equip en l'estudi de terres rares per mitjà d'anàlisi espectral dels minerals euxenita i gadolinita. Per a aïllar l'element processà 10 kg d'euxenita amb altres residus de terres rares, aconseguint aproximadament 2 grams d'òxid d'escandi de gran puresa. L'anomenà «escandi», del llatí científic scandium, i aquest de Scandi, Escandinàvia.
Nilson estudià el nou element i determinà que la seva massa atòmica relativa era 44 i la fórmula del seu òxid {\displaystyle {\ce {Sc2O3}}}. El seu col·lega a la Universitat d'Uppsala Per Theodor Cleve (1840–1905) observà que es tractava de l'«ekabor» que havia predit Mendeléiev feia deu anys.
El 1937 W. Fischer, K. Brunger i H. Grieneisen aïllaren per primera vegada el metall per electròlisi d'una solució eutèctica de potassi, liti i clorurs d'escandi a 700–800 °C emprant com elèctrodes un filament de wolframi i un bany de zinc líquid en un cresol de grafit. La primera lliura d'escandi del 99 % de puresa s'obtingué el 1960.

## Estat natural i obtenció

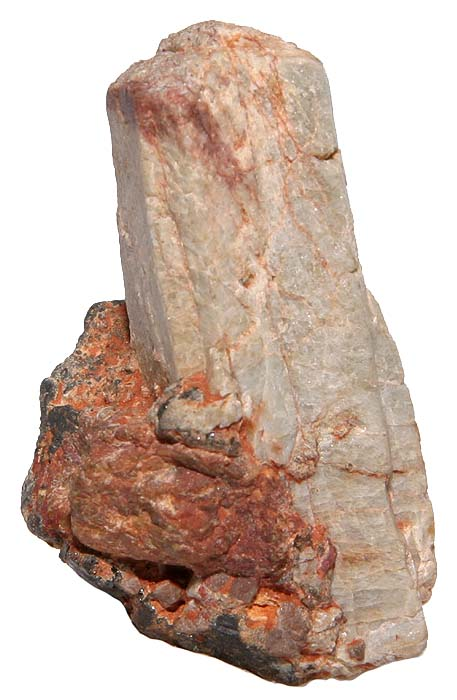
Thortveitita (Sc,Y)2Si2O7

L'escandi és més abundant en el Sol i estels semblants (23è en abundància) que en la Terra (50è). La seva concentració mitjana a l'escorça terrestre és de 16 mg/kg, en els sols se'l troba en concentracions que van de 0,5 mg/kg a 45 mg/kg. A l'aigua hi és present en una concentració de 0,6 ng/kg i no se'l troba a l'atmosfera. Tanmateix l’abundància d’escorça és superior a la del plom. Com que no té afinitat pels anions comuns que formen minerals, està àmpliament dispers a la litosfera i forma solucions sòlides amb baixes concentracions en més de 100 minerals.

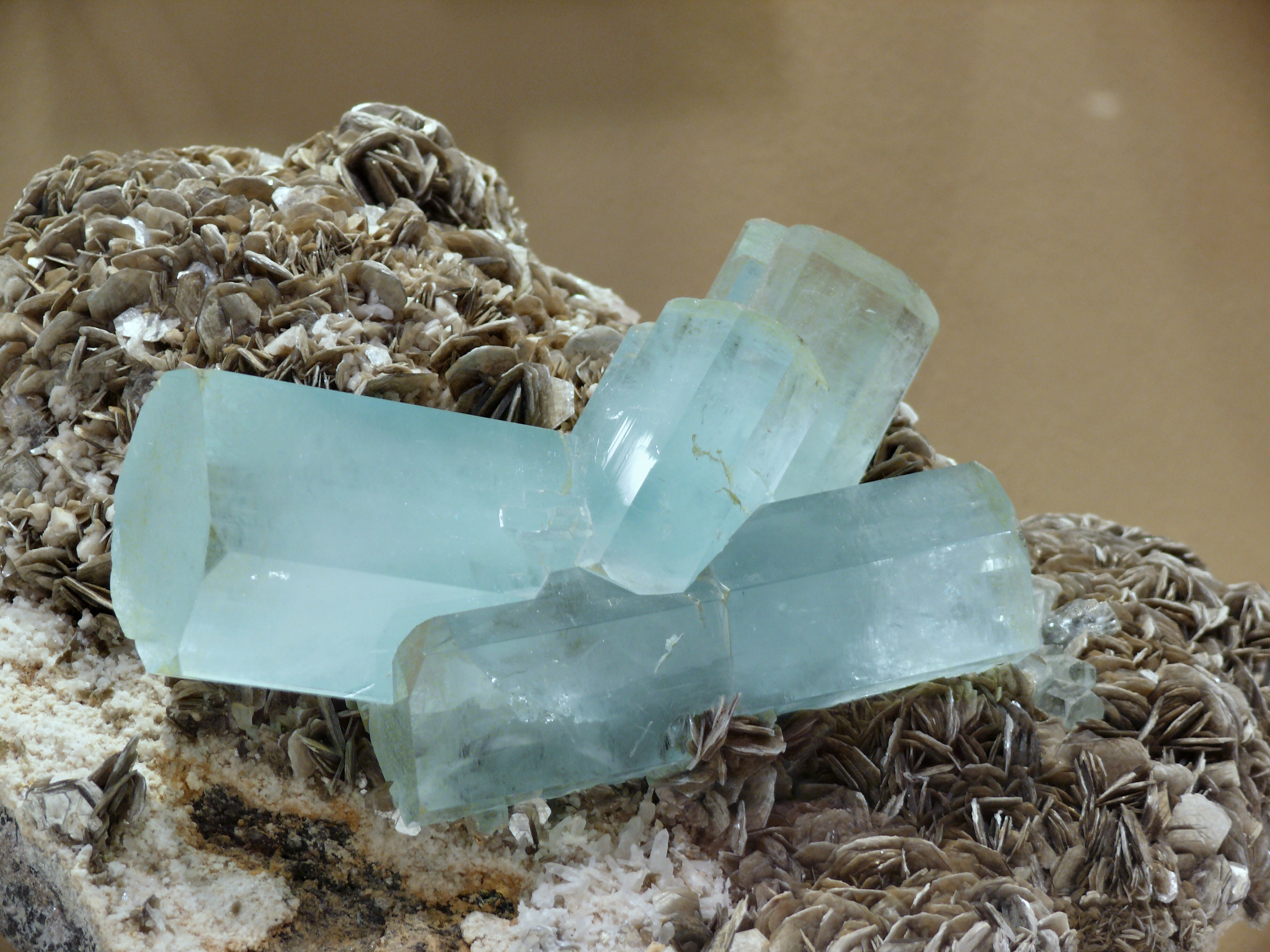
Varietat aiguamarina del beril Be3Al2(SiO3)6

S'han descobert denou minerals que el contenen, els que el contenen amb més d'un 15 % són: pretulita (32,13 %), thortveitita (24,08 %), kolbeckita (23,99 %), allendeïta (20,87 %) i heftetjernita (15,51 %). Sembla que el color blau de la varietat aiguamarina del beril es deu a impureses d'escandi.
Com a resultat de la seva baixa concentració, l'escandi es produeix exclusivament com a subproducte durant el processament de diversos minerals o es recupera de residus processats prèviament. En els darrers anys, l'escandi s'ha obtingut com a subproducte a la Xina (minerals de ferro, terres rares, titani i zirconi), el Kazakhstan (urani), Rússia (apatita i urani) i Ucraïna (urani). Es calcula que el subministrament i el consum global d’escandi és d’entre 10 i 15 tones a l'any. Els recursos d’escandi són abundants i n'hi ha identificats a Austràlia, el Canadà, la Xina, el Kazakhstan, Madagascar, Noruega, les Filipines, Rússia, Ucraïna i els Estats Units.

## Característiques principals

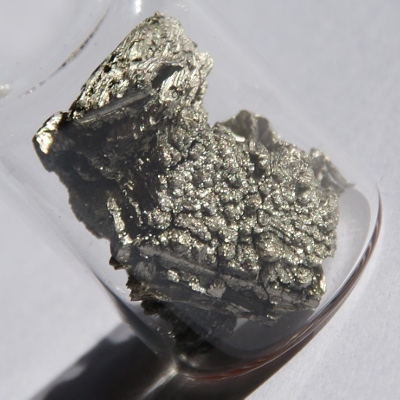
Escandi

### Propietats físiques
És un metall argentat, tou, molt lleuger, de densitat 2,989 g/cm³, punt de fusió 1541 °C i punt d'ebullició 2836 °C. Es converteix en superconductor a –273,1 °C a pressions superiors als 18 600 MPa.
L'escandi existeix en dues formes al·lotròpiques (estructurals). La fase α és hexagonal amb a = 330,88 pm i c = 526,80 pm a temperatura ambient. La fase β és cúbica centrada en el cos amb una estimació de = 373 pm a 1337 ° C.

### Propietats químiques
La configuració electrònica de l'escandi és {\displaystyle {\ce {[Ar] 2s^2 3d^1}}}. Pertany al grup 3 de la taula periòdica, al bloc d dels metalls de transició i a l'agrupament de les terres rares. D'acord amb aquesta classificació el seu estat d'oxidació més comú és el +3 i les seves sals són incolores. Les seves propietats són semblants a les de l'itri i els lantanoides. Alguns dels seus comportaments, però, són atípics de les terres rares a causa del seu radi iònic significativament més petit (166 pm per al nombre de coordinació 12) en comparació amb la mitjana de les terres rares (182 pm per al nombre de coordinació 12). Per aquest motiu, l’ió {\displaystyle {\ce {Sc^3+}}} és un àcid relativament fort i té una tendència molt més gran a formar ions complexos.
Exposat a l'aire perd la lluentor adoptant un color lleugerament rosat i reacciona fàcilment amb l'oxigen per formar òxid d’escandi {\displaystyle {\ce {Sc2O3}}}:
{\displaystyle {\ce {4Sc + 3O2 -> 2Sc2O3}}}
Quan es divideix finament o s'escalfa, l'escandi metall es dissol en aigua per formar solucions que contenen l’ió escandi(3+) hidratat juntament amb hidrogen gas:
{\displaystyle {\ce {2Sc + 6H2O -> 2Sc^3+ + 6OH^- + 3H2}}}
L'escandi és molt reactiu envers els halògens i forma els trihalurs fluorur d'escandi, clorur d'escandi, bromur d'escandi i iodur d'escandi:
{\displaystyle {\ce {2Sc + 3F2 -> 2ScF3}}}{\displaystyle {\ce {2Sc + 3Cl2 -> 2ScCl3}}}{\displaystyle {\ce {2Sc + 3Br2 -> 2ScBr3}}}{\displaystyle {\ce {2Sc + 3I2 -> 2ScI3}}}

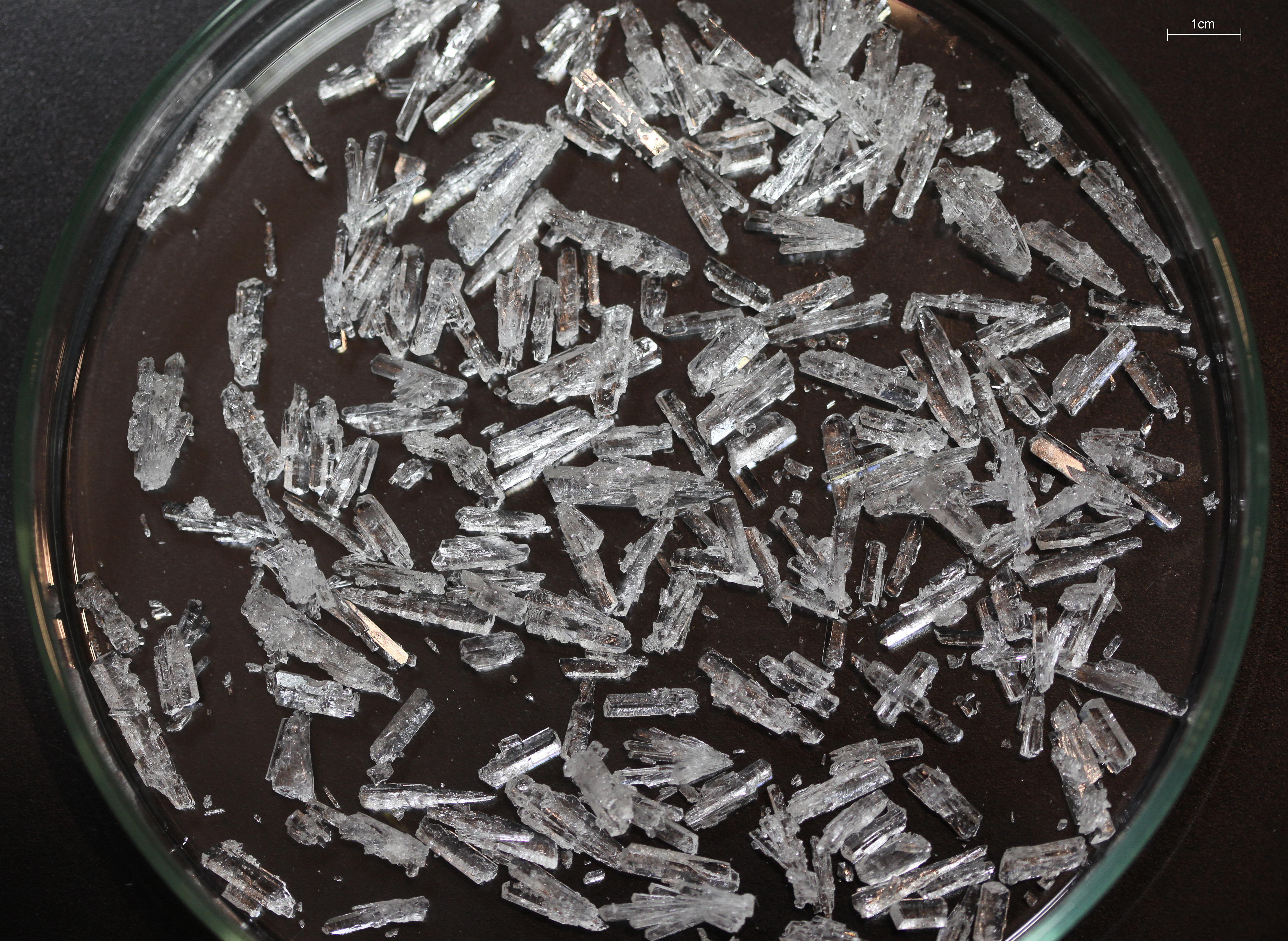
Clorur d'escandi—aigua (1/6) ScCl3.6H2O

L'escandi es dissol fàcilment en àcid clorhídric diluït per formar solucions que contenen l’ió escandi(3+) hidratat amb l’hidrogen gas:
{\displaystyle {\ce {2Sc + 6H2O -> 2Sc^3+ + 6OH^- + 3H2}}}
És resistent l'atac de l'àcid nítric i fluorhídric.

## Isòtops
L'escandi natural té un únic isòtop estable, l'escandi 45. Es coneixen trenta dos isòtops radioactius que van de l'escandi 36 a l'escandi 61. D'ells els més estables són l'escandi 46 amb 83,79 dies de període de semidesintegració, l'escandi 47 (3,3492 dies) i l'escandi 48 (43,67 hores). Els altres isòtops radioactius tenen períodes de semidesintegració inferiors a les 4 hores i la majoria menors de 2 minuts. Es coneixen a més sis estats metaestables, sent el més estable el {\displaystyle {\ce {^{44m}Sc}}} (període de semidesintegració de 58,6 hores). El mode de desintegració principal dels isòtops més lleugers que l'estable (Sc-45) és la captura electrònica originant-se isòtops de calci, mentre que els isòtops més pesants que l'estable es desintegren principalment per mitjà d'emissió beta donant lloc a isòtops de titani. L’isòtop scandi 46 s'utilitza en la refinació de petroli com a traçador per controlar el moviment del petroli i en canonades subterrànies per detectar fuites.

## Aplicacions

Esquema de pila de combustible. L'escandi se situa a la zona grisa, la de l'electròlit

### Indústria elèctrica
L'ús d’escandi en cel·les de combustible d'òxids sòlids (SOFC) és actualment la principal aplicació de l'escandi. L'escandi augmenta la conductivitat iònica a les SOFCs i permet treballar a temperatures molt més baixes i incrementa l'eficiència de les cèl·lules així com la seva vida útil. En l'actualitat, les SOFC s'empren en el transport i en la generació d'electricitat en zones de desastres i on no hi ha connexions de xarxa. S'espera que la creixent demanda d'energia neta per sobre de les preocupacions mediambientals de la generació d'energia a partir de fonts convencionals, com ara el carbó i el gas natural, impulsi la demanda de piles de combustible d'òxid sòlid en els anys vinents, especialment en el sector del transport. En conseqüència, es preveu que aquesta tendència augmentarà significativament la demanda d’escandi per a aplicacions en SOFC.
En il·luminació s'empren dos composts d'escandi: l'òxid d'escandi {\displaystyle {\ce {Sc2O3}}}, que s'empra en la fabricació de làmpades de descàrrega d'alta intensitat; i el iodur d'escandi {\displaystyle {\ce {ScI3}}}, que s'afegeix a les làmpades de vapor de mercuri aconseguint un augment en la intensitat lluminosa i una tonalitat molt semblant a la de la llum del Sol.

### Indústria metal·lúrgica

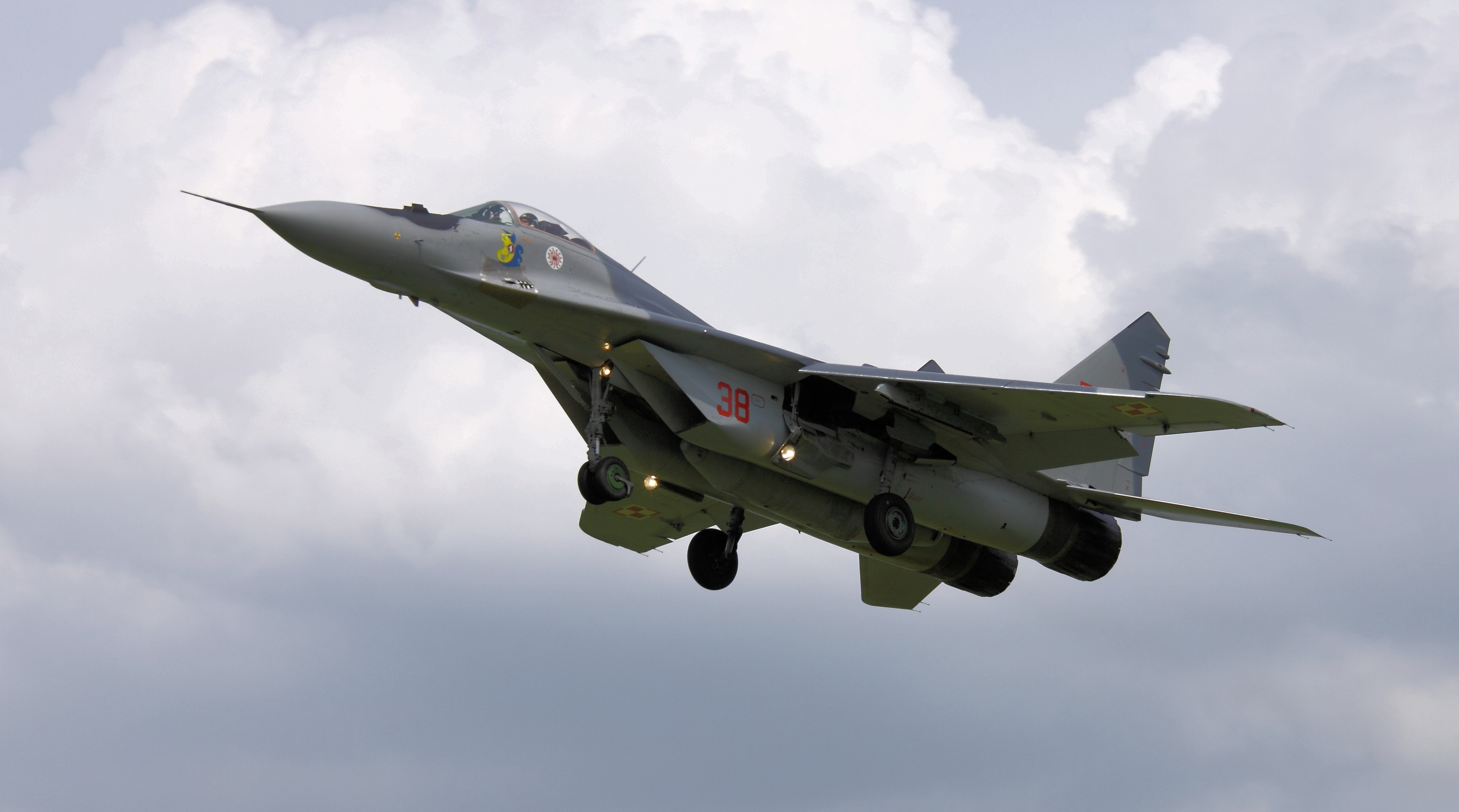
MiG-29

La principal aplicació de l'escandi és la producció d'aliatges amb alumini. Aquests aliatges contenen percentatges inferiors al 2 % d'escandi, suficient per aconseguir un material un 50 % més resistent i durable que l'alumini. Aquest aliatge és inert a les aigües salades i s'usa en la construcció de vaixells i plantes dessalinitzadores. S'empren en elements esportius de gamma alta, com bats de beisbol, quadres de bicicletes, pals de golf i canyes de pescar. Són uns bons aliatges per a la fabricació de canonades per al sector del petroli i el gas, per a la construcció de ponts, pels pals i pilons d’electricitat en la construcció de ferrocarrils, per a cables de transmissió d’alta tensió, així com per a la fabricació de tancs d’hidrogen líquid que s'emprin a temperatures inferiors a 0 °C. Smith & Wesson fabrica revòlvers amb aliatges Al-Sc. També s'utilitza en el sector aeroespacial per a la producció de tancs de gas soldats, estructures per a panells i compartiments de taulers de comandament i grans estructures estampades i soldades. L’avió militar rus MiG-29 és reconegut com l’avió amb el contingut més alt d’aliatges Al-Sc. Actualment, s'estan estudiant aliatges de tres metalls, com alumini-escandi-magnesi o alumini-escandi-zirconi, que permetrien ser soldats en lloc de ser reblats, disminuiria un 20 % el pes dels avions comercials i es reduirà així el consum de combustible.

### Altres camps
L’addició d’un 20 % de carbur d’escandi al carbur de titani {\displaystyle {\ce {TiC}}} es tradueix en una duplicació de la duresa del carbur mixt de Ti-Sc, fins a uns 50 GPa, només superat pel diamant, el material més dur.
L'escandi s'utilitza a la indústria electrònica per a la fabricació o preparació del material làser {\displaystyle {\ce {Gd3Sc2Ga3O12}}}, granat de gadolini, escandi i gal·li (GSGG); mentre que les ferrites i els granats que contenen escandi s'utilitzen principalment en interruptors d'ordinadors.